# Tauernkogel
De Tauernkogel is een berg in de deelstaat Salzburg, Oostenrijk. De berg heeft een hoogte van 2.247 meter.
De Tauernkogel is onderdeel van het Tennengebergte.